# Yvan Gastaut
 (novembre 2024).
Il peut être nécessaire de l'améliorer pour respecter le principe de neutralité de point de vue. Veuillez consulter la page de discussion pour plus de détails.

Yvan Gastaut, né à Monaco en 1965, est un historien français.
Maître de conférences à l'université Côte-d'Azur à Nice, c'est un spécialiste de l'histoire de l'immigration en France et dans le monde méditerranéen. Il est aussi spécialiste de l'histoire du sport et du football en particulier.

## Biographie
Yvan Gastaut est membre du laboratoire URMIS (Unité de recherches migrations et société). Ses travaux universitaires portent sur les questions migratoires en France, en Europe et en Méditerranée dans une dimension sociale, politique et culturelle. Réfléchissant sur les mécanismes du rejet de l'Autre dans une perspective mêlant le temps colonial et postcolonial, il s'attache à analyser comment l'interculturel provoque à la fois richesses et réticences.[réf. nécessaire] Il s'attache à réfléchir sur la formation des préjugés et leurs effets sur la société en essayant de surmonter les intolérances entre passé et présent.
Après avoir commencé sa carrière comme instituteur dans le Var et à Beausoleil, il soutient en 1991 un mémoire de maîtrise sur un quotidien niçois des années 1920, La France de Nice et du Sud-Est (1926-1930). Puis, passionné par la recherche, il rédige en 1992 un DEA sur le thème du racisme anti-arabe et contribue à faire sortir du silence les « ratonnades oubliées » de Marseille de 1973. Devenu allocataire de recherche puis ATER, il travaille pendant cinq ans pour soutenir un doctorat à l'université de Nice sous la direction de Ralph Schor. Traitant le thème de l'immigration et l'opinion publique en France sous la Ve République, cette thèse, soutenue en 1997, est le résultat de recherches approfondies réalisées dans de multiples fonds d'archives. Ce travail est publié au Seuil en 2000 et, bien que son plan thématique puisse être considéré comme nuisant à une vision diachronique et synthétique du sujet, elle obtient de nombreuses critiques positives en raison de la masse d'informations apportées dans un domaine jusque-là largement inexploré.
Ses écrits s'inscrivant dans une problématique en pleine mutation, entre crise des « sans papiers », Coupe du monde 1998 ou encore choc du 21 avril 2002, Yvan Gastaut continue à développer son exploration de l'histoire de l'immigration. Son travail, toujours fondé sur un socle universitaire, s'ouvre de plus en plus sur la société civile : il travaille avec des associations militantes comme Génériques, des écrivains, des cinéastes ou encore des artistes. Il accompagne également le processus de création d'une Cité nationale de l'immigration qui voit le jour en 2007.[réf. nécessaire]
Membre de comités de lecture de revues comme Migrations société ou Hommes et Migrations, il conduit de nombreux chantiers de recherches sur l'espace méditerranéen et sa diversité humaine, travaillant beaucoup avec des collègues tunisiens et marocains. Il est le chef du projet pour la région PACA des enquêtes de l'ACSE sur l'histoire régionale en 2006-2008. Au milieu des années 2000, il s'oriente avec quelques collègues vers l'histoire des liens entre sport et immigration, publiant en 2008 un ouvrage d'histoire du temps présent autour de l'impact de la Coupe du monde 1998 sur le débat sur l'immigration et l'identité nationale, avec des critiques élogieuses qui saluent un ouvrage « passionnant »[source secondaire souhaitée]. Depuis 2009, il est membre du conseil scientifique du musée national du Sport, basé à Nice depuis 2014. En 2008, 2010, 2015 et 2024, il est commissaire d'exposition au musée d'Histoire de l'immigration. L'exposition portant sur le thème des frontières avec Catherine Wihtol de Wenden a été remarquée tant pour son aspect didactique que pour la réflexion d'ensemble sur « les limites et leurs limites »,. Après avoir co-dirigé l'ouvrage La France arabo-orientale en 2013, il publie avec Pascal Blanchard, Renaud Dély et Claude Askolovitch en 2014 un essai intitulé Les Années trente sont de retour. En 2016, il publie un Atlas de l'immigration en France avec Pascal Blanchard et Hadrien Dubucs. En 2021, il coordonne les rédacteurs des fiches biographiques des personnalités issues des Outre-Mer, des anciennes colonies ou de l’immigration, établies dans le cadre du projet Portraits de France.
Entre 2020 et 2022, il contribue pour son laboratoire au projet européen EuMedMig sur la gouvernance des migrations dans les villes méditerranéennes. Puis entre 2022 et 2024, il participe au projet européen Wer ist Walter sur la question des résistances au nazisme pendant la Seconde Guerre mondiale en comparant les cas français, allemand et yougoslave[réf. nécessaire].
En 2023-24, en vue des Jeux olympiques de Paris, il participe à la réalisation d'une grande exposition au Palais de la Porte Dorée, Olympisme, une histoire du Monde. Elle est inaugurée en avril 2024 et saluée par la critique[réf. nécessaire]. En 2024, avec Philippe Tétart et Didier Rey, il dirige un ouvrage sur Les Champions dits "de couleur", étudiant la manière dont les athlètes noirs sont vus par la presse avant la Seconde Guerre mondiale.
Spécialiste de l'histoire de Nice, des Alpes-Maritimes et de la principauté de Monaco, il a publié en 2010 avec Ralph Schor et Stéphane Mourlane Nice cosmopolite. 
Il est l'un des explorateurs du lien entre sport, mémoire et patrimoine. Avec Jean-Paul Derai, il organise chaque année depuis 2011, les Rencontres sur le patrimoine sportif à Nice. Il est le concepteur avec Stéphane Mourlane du site TEPAS (Territoire et Patrimoine sportif en région Sud-Paca) qui cartographie à l'échelle de cette région les sites de patrimoine du sport. Passionné de football, il a cofondé avec Paul Dietschy, Christophe Messalti et Stéphane Mourlane l'association et le site WeAreFootball en 2004, dont l'objectif est de travailler sur les aspects culturels, historiques et mémoriels de ce sport. 

### Présence médiatique et controverses
Parallèlement à sa carrière universitaire, Yvan Gastaut collabore régulièrement avec des médias comme France Culture, Libération, Nice-Matin, L'Histoire.
Son approche des questions politiques et migratoires lui a valu de se voir décerner en 2006, en compagnie de Catherine Wihtol de Wenden, le parodique prix Lyssenko par le Club de l'horloge, cercle de pensée proche de l'extrême droite, pour son « analyse des bienfaits de l'immigration et de la mixité sociale ».

## Publications

### Essais
- Les Combats de La France de Nice et du Sud-Est (1925-1930), Nice, Serre, 1995.
- L'Immigration et l'opinion en France sous la Ve République, Paris, Seuil, 2000.
- Beausoleil en images, Tours, Sutton, 2000.
- Sommes-nous dans les années 1930 ?, Paris, Belin, 2014.
- Le Métissage par le foot. L’Intégration, mais jusqu’où ?, Paris, Autrement, 2008.

### En collaboration
- Avec Stéphane Mourlane, La Semeuse, histoire d’un patronage niçois (1904-2004), Nice, Serre, 2004.
- Avec Paul Dietschy et Stéphane Mourlane, Une histoire politique des Coupes du monde, Paris, Vuibert, 2006.
- Avec Ralph Schor et Stéphane Mourlane, Nice cosmopolite, Paris, Autrement, 2010.
- Avec Mikaël Petitjean, Accompagner les plus démunis. Fondation Patronage Saint-Pierre Actes. Itinéraire à Nice depuis 1874, Nice, Serre, 2012.
- Avec Claude Askolovitch, Pascal Blanchard et Renaud Dély, Les Années 30 sont de retour. Petite leçon d'histoire pour comprendre les crises du présent, Paris, Flammarion, 2014.
- Avec Pascal Blanchard et Hadrien Dubucs, Atlas des immigrations en France. Histoire, mémoire, héritage, Paris, Autrement, 2016.

### Direction d'ouvrages
- Codirection avec Stéphane Mourlane, Le Football dans nos sociétés. Une culture populaire. 1914-1998, Paris, Autrement, 2006.
- Histoire et mémoires des immigrations en région PACA. Récit historique, enquête ACSÉ, 2008[13].
- Codirection avec Driss el-Yazami et Naïma Yahi, Générations, un siècle d’histoire culturelle des Maghrébins en France, Paris, Gallimard, 2009.
- Codirection avec Claude Boli et Fabrice Grognet, Allez la France, football et immigration, histoires croisées, Paris, Gallimard, 2010.
- Codirection avec Nicolas Bancel, Pascal Blanchard et Naïma Yahi, La France arabo-orientale. Treize siècles de présences, Paris, La Découverte, 2013.
- Co-direction avec Pascal Deleye et Niek Pas Who is who, Paris, Perseïdes, 2019, 182 p.
- Co-direction Olympisme, une histoire du Monde, des premiers Jeux olympiques d'Athènes en 1896 aux Jeux olympiques et paralympiques de Paris en 2024, Paris, La Martinière, 2024, 576 p.

## Distinctions

### Prix
- 2006 : Prix Lyssenko du Carrefour de l'horloge

### Décorations
- Chevalier de l'ordre national du Mérite Il est fait chevalier le 15 novembre 2018[14].